# دان تايلور (منافس ألعاب قوى)
دان تايلور (بالإنجليزية: Dan Taylor)‏ هو منافس ألعاب قوى أمريكي، ولد في 12 مايو 1982 في كليفلاند في الولايات المتحدة.

## وصلات خارجية
- دانييل تايلور على موقع الاتحاد الدولي لألعاب القوى (الإنجليزية)
- دانييل تايلور على موقع الاتحاد الأمريكي لسباقات المضمار والميدان (الإنجليزية)